# Oberea ophidiana
Oberea ophidiana är en skalbaggsart som beskrevs av Francis Polkinghorne Pascoe 1858. Oberea ophidiana ingår i släktet Oberea och familjen långhorningar.
Artens utbredningsområde är:
- Sarawak.
- Filippinerna.

Inga underarter finns listade i Catalogue of Life.